# Kondinsky (huyện)
Huyện Kondinsky (tiếng Nga: ? райо́н) là một huyện hành chính tự quản (raion), của Khanty-Mansiy, Nga. Huyện có diện tích 54821 km², dân số thời điểm ngày 1 tháng 1 năm 2000 là 35400 người. Trung tâm của huyện đóng ở Meshdurechensky.